# Georg Gerland
Georg Cornelius Karl Gerland, född 29 januari 1833 i Kassel, död 16 februari 1919 i Strassburg, var en tysk geograf, etnolog och seismolog.
Gerland blev 1875 professor i geografi och etnografi i Strassburg. På hans initiativ upprättades 1900 den seismologiska centralstationen där och han var direktor för den till 1910, då han efterträddes av Oskar Hecker.
Han bearbetade femte och sjätte banden av Theodor Waitz "Anthropologie der Naturvölker" och den etnografiska avdelningen av Heinrich Berghaus fysikaliska atlas (1886–92). Han utgav från 1887 "Beiträge der Geophysik" samt redogjorde från 1876 för den etnologiska forskningen i "Geographisches Jahrbuch".